# Pixelles
Pixelles — некоммерческая массовая организация, расположенная в Монреале, занимающаяся увеличением гендерного разнообразия в дизайне видеоигр в ответ на проблемы сексизма в видеоиграх.

## История
Дебют Pixelles в Монреале совпал с кампанией по повышению осведомленности в Twitter с хештегом #1reasonwhy, в рамках которой женщины, работающие в игровой индустрии, рассказывали о своем личном опыте о сексизме в индустрии. Идея Pixelles была вдохновлена Toronto’s Difference Engine Initiative, инкубатором по созданию игр, организованным в 2011 году организацией Hand Eye Society, арт-организацией по видеоиграм. Feminists in Games, организация феминистских исследователей цифровых технологий, обратилась к любителю игр Ребекке Коэн Паласиос и игровому дизайнеру Тане Шорт с предложением представить аналогичный проект в Монреале.  В первый инкубатор поступило более шестидесяти заявок. В 2015 году Pixelles официально стала некоммерческой организацией.

## Мероприятия
Через ежегодные инкубаторы, игровые джемы и ежемесячные семинары Pixelles помогает женщинам реализовать свой собственный потенциал в создании любой игры, о которой они могут мечтать. Как вид искусства игры выигрывают от более разнообразных голосов, способствующих его развитию.
Инкубатор, последующие программы и презентации
Набор мастер-классов, которые проводятся один раз в день в течение шести недель, дает советы по инструментам и приложениям, информацию от наставников и поддержку со стороны остальной группы. Инкубатор открыт для всех, кто идентифицирует себя как женщина, и может посещать семинары в Монреале, без предварительного опыта разработки. Участники отбираются в процессе подачи заявок. В 2013 году из более чем шестидесяти претендентов было выбрано десять женщин.
В конце каждого инкубатора Pixelles проводит презентацию, посвященную новым разработчикам игр. Выставка 2013 года собрала более 150 посетителей, от друзей и инди до людей из индустрии AAA, которые пришли, чтобы поддержать и отметить женщин и видеоигры. Презентация выставки хранится на официальном сайте, где можно поиграть в игры из презентаций 2013 и 2014 годов.
Мужчины не могут зарегистрироваться, но могут участвовать в качестве наставников или тестеров. Они также могут подписаться на последующую программу, где материалы и упражнения, включенные в программу, были размещены в Интернете.  У этой последующей программы нет доступа к собраниям или рабочему пространству, но ее участники все равно могут соблюдать сроки и делать игру. В 2013 году из более чем тридцати последующих регистраций четыре успешно создали игру за отведенное время.
Семинары
Ежемесячные семинары побуждают их участников осваивать новые навыки разработки игр, такие как владение языками программирования, 3D-моделирование, навыки игрового дизайна и т. д. Семинары, проводимые волонтерами, длятся около 2 часов, максимальное количество участников — 20. Обычно они проводятся вечером второго четверга или вторника месяца. На предыдущих семинарах обсуждались такие темы, как работа со Twine; введение в игровой дизайн, 3D-скульптура с помощью ZBrush, анимация 3ds max, программирование на C #; и создание симулятора свиданий.
Наставничество
Посредством программы наставничества 1:1 и социальных сетей Pixelles помогает женщинам в общении с ментором получать образцы для подражания и советы по вопросам карьеры. Одним из самых успешных мероприятий стал вечер скоростного наставничества, в ходе которого двадцать профессионалов и двадцать соискателей провели циклические собеседования.
Программа наставничества объединяет начинающих и молодых женщин-разработчиков игр с опытными профессионалами. Наставники, которые происходят из сети экспертов в каждой дисциплине, бывают мужчинами и женщинами. Наставники оставляют отзывы о каждом портфолио, коде и/или резюме, а также обсуждают, как улучшить шансы соискателя во всё более конкурентной отрасли.
Общественные мероприятия
- Picnic Socials[9]
- Game Jam

Pixelles Petites
Будущая инициатива Pixelles о создании лагеря для молодых девушек-программистов. [3]

## Признание
Вклад организации был признан CNet. Использовалась платформа IndieGoGo для инициатив по сбору средств, организация получила спонсорство от Фонда Международной ассоциации разработчиков игр, а также спонсировалась со стороны Unity, Square Enix и Edios с целью отправки группы из 25 женщин и небинарных разработчиков игр (Pixelles Ensemble) из 8 стран на Game Developers Conference.